# Länsväg 335
Länsväg 335 går mellan Sollefteå och Örnsköldsvik. Längden är 84 km.
Den används, förutom resor mellan orterna längs vägen, ofta även för resor mellan Jämtland och Umeåtrakten. För detta används Riksväg 87, Länsväg 335 och E4.

## Korsningar och anslutningar
|  | Nr | Namn       | Skyltning                             |
|  | -- | ---------- | ------------------------------------- |
|  |    | Sollefteå  | 90 Åsele Härnösand                    |
|  |    | Överlännäs | 334                                   |
|  |    | Sidensjö   | Bredbyn, Skorped (Väg 335 svänger)    |
|  |    | Sidensjö   | Bjästa (Väg 335 svänger)              |
|  |    | Överhörnäs | (Väg 335 svänger)                     |
|  |    | Överhörnäs | 348 Åsele, Bredbyn (Väg 335 svänger)  |
|  |    | Överhörnäs | E4 Sundsvall, Haparanda, Örnsköldsvik |

## Historia
Vägen har haft samma nummer, 335, sedan vägnummer infördes på 1940-talet. Den går också i samma sträckning som då, förutom längs 1 km vid Överhörnäs där väg 335 följer det som varit E4.